# Adolf Theuer

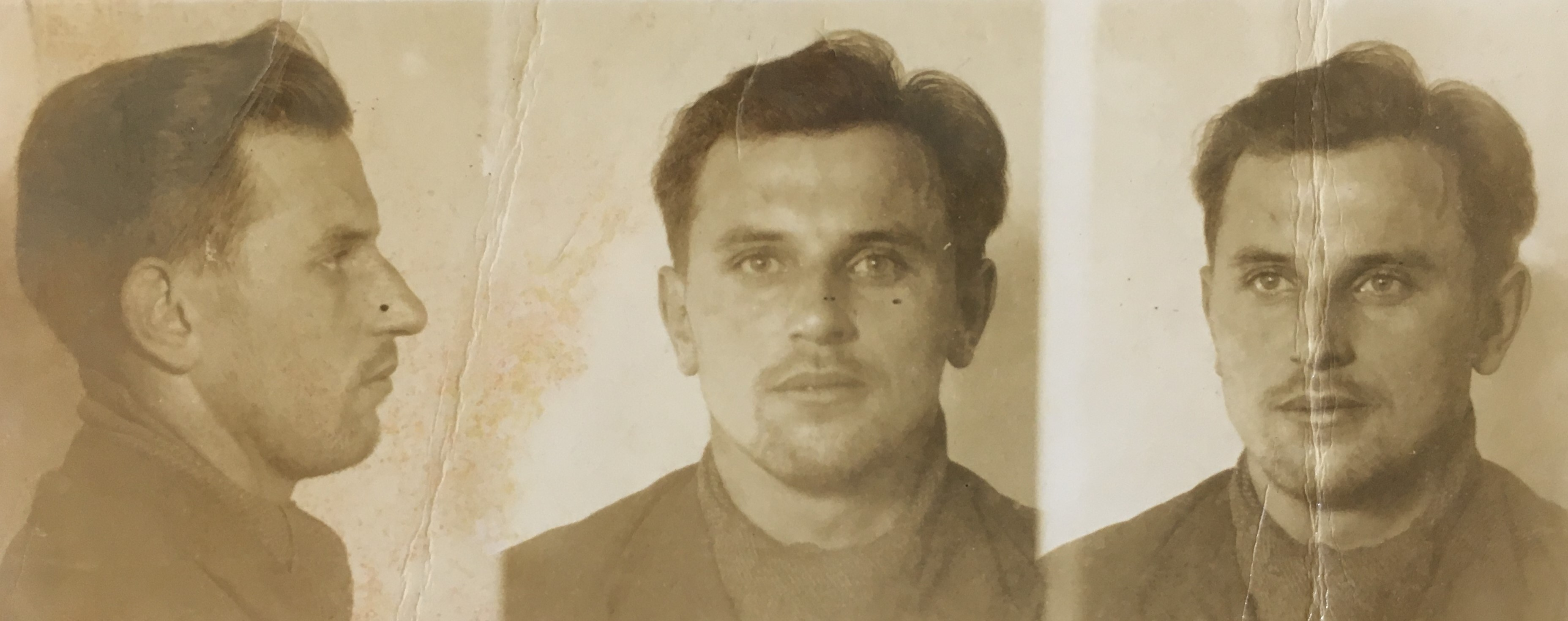
Adolf Theuer, vězeňské foto 1946

Adolf Theuer (20. září 1920 Bolatice – 23. dubna 1947 Opava
) byl nacistický válečný zločinec, který byl patrně nejznámějším dozorcem koncentračního tábora, souzeným před Mimořádným lidovým soudem v Opavě. Po 2. světové válce byl popraven.

## Život
Dle vlastních slov v dětství navštěvoval německé soukromé vyučování a za války působil u sanitní služby SS. Od května 1941 byl zařazen v koncentračním táboře v Osvětimi, kde k jeho nadřízeným patřil neblaze proslulý lékař Josef Mengele. Theuer po válce rezolutně odmítl, že by se podílel na mučení a vraždění svědků. Proti němu vypovídal bývalý vězeň Emil Pánovec, který byl v letech 1943–1944 přidělen jako kancelářská síla a poslíček v kanceláři táborového lékaře Würze. Podle Pánovce se Theuer přímo účastnil vražd vězňů v plynových komorách v rámci tzv. Sonderkommanda. Pánovec měl údajně možnost v kanceláři nahlédnout do Theuerových osobních spisů, v nichž prý našel i přihlášku do SS z roku 1938. Obdobně vypovídali i další vězňové. Při přelíčení 23. dubna 1947 soud Theuera uznal vinným ze zločinu vraždy, těžkého ublížení těle a veřejného násilí. Od obžaloby ze zločinu krádeže (údajné okrádání vězňů) byl obžalovaný osvobozen. Poprava proběhla v souladu s retribuční praxí ještě téhož dne. Šlo o poslední exekuci u opavského retribučního tribunálu.